# Équation de Cottrell
L'équation de Cottrell (du nom de l'Américain Frederick Gardner Cottrell) concerne les techniques d'électrochimie transitoire. Elle montre que, lorsqu'un saut de potentiel est imposé à une électrode, le courant électrique décroît selon l'inverse de la racine carrée du temps.

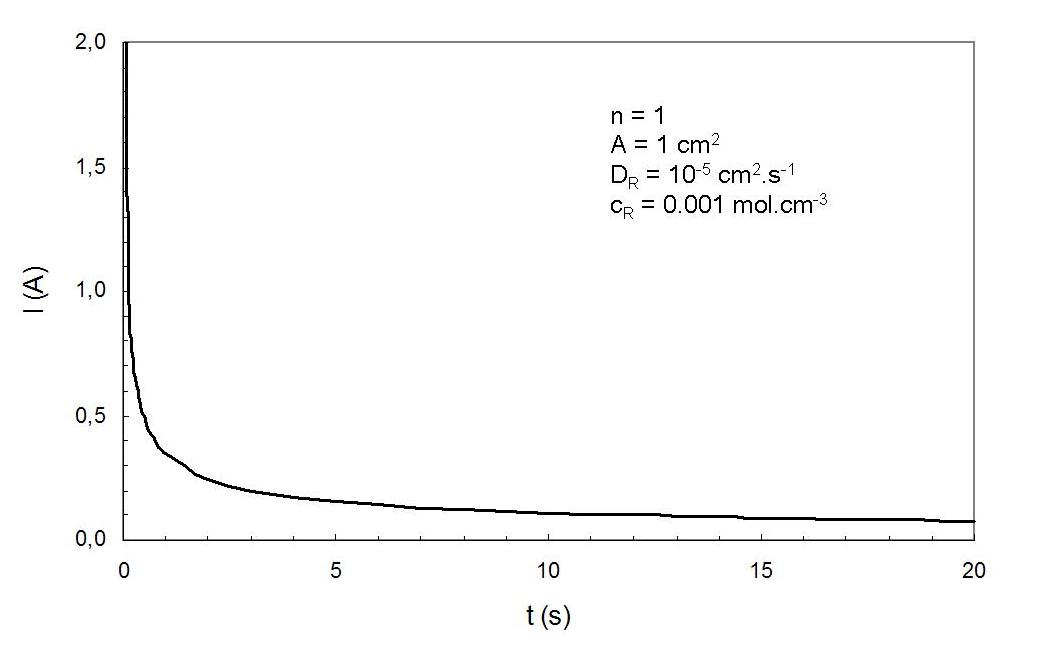
Variation du courant en fonction du temps suivant l'équation de Cottrell

Dans le cas d'une réaction d'oxydo-réduction du type R → O + ne−, où R est le réducteur et O l'oxydant d'un couple rédox, l'équation de Cottrell s'écrit :
{\displaystyle I_{(t)}=nFAc_{R}{\sqrt {\frac {D_{R}}{\pi t}}}}
Avec : 
- I : courant (A) ;
- t : temps (s) ;
- n : nombre d'électrons échangés ;
- F : constante de Faraday (96485 C.mol-1) ;
- A : surface de l'électrode (cm2) ;
- cR : concentration interfaciale de R (mol.cm-3) ;
- DR : coefficient de diffusion de R (cm2.s-1) .

## Conditions de validité
L'équation de Cottrell est établie dans le cas d'une réaction rédox réversible (c'est-à-dire une réaction dont la cinétique est très rapide et dont le courant est contrôlé par la diffusion), dans l'hypothèse d'une diffusion linéaire semi-infinie et perpendiculaire à la surface de l'électrode. Le potentiel d'équilibre est tel que la concentration initiale en espèce O est négligeable. Seul un réactif est présent en solution à l'équilibre, et il est complètement oxydé à la suite de l'application du saut de potentiel.